# شتولتسناو
شتولتسناو (به آلمانی: Stolzenau) یک شهر در آلمان است که در Mittelweser واقع شده‌است. شتولتسناو ۷٬۷۱۴ نفر جمعیت دارد.

## خواهرخوانده
شهر Luzino خواهرخواندهٔ شتولتسناو هست.